# Daniel Offenbacher
Daniel Offenbacher, né le 18 février 1992 à Scheifling, est un footballeur autrichien. Il évolue au poste de milieu relayeur au SV Ried.

## Biographie

### En club
Il commence à jouer au football dans son club local du SV Scheifling en Styrie. Il évolue dans différentes équipes de jeunes et arrive au Red Bull Salzbourg en janvier 2006. Il y joue dans l'équipe des moins de 17 ans puis des moins de 19 ans. 
Il fait ses débuts professionnels dans la deuxième équipe, le Red Bull Juniors, contre le FC Wacker Innsbruck, le 16 octobre 2009. Son premier match au sein de l'équipe première a lieu exactement un an plus tard, lors d'un match contre le Kapfenberger SV, où il remplace Ibrahim Sekagya à la 68e minute. En janvier 2012, il est prêté au Blau-Weiß Linz en première division (2ème ligue autrichienne). 
En mai 2013, il signe un contrat de deux ans avec le SK Sturm Graz.

### Carrière internationale
Avec les moins de 20 ans, il participe à la Coupe du monde des moins de 20 ans en 2011. Lors du mondial junior organisé en Colombie, il joue deux matchs : contre le Panama, et l'Égypte.
Lors des qualifications de l'Euro espoirs, il inscrit un but contre la Hongrie.

## Palmarès
- Champion d'Autriche en 2012 avec le Red Bull Salzburg